# Yvonne Okoro
Chinyere Yvonne Okoro là một nữ diễn viên Ghana. Cô đã nhận được giải thưởng Nữ diễn viên xuất sắc nhất của Ghana Movie Awards năm 2010  và được đề cử cho Nữ diễn viên xuất sắc nhất của Giải thưởng điện ảnh châu Phi hai lần liên tiếp vào năm 2011 và 2012 cho các bộ phim Pool Party và Single Six. Cô cũng đã nhận được bốn Giải thưởng Lựa chọn của Người xem Ma thuật Châu Phi  và năm 2012 đã được vinh danh với Giải Thành tựu Xuất sắc tại Giải thưởng Xuất sắc Nigeria.

## Tuổi thơ
Sinh ra với một người mẹ Ghana và một người cha Nigeria, Yvonne Okoro thuộc dòng dõi hỗn hợp và tự gọi mình là người châu Phi. Cô xuất thân từ một gia đình rất lớn, là con đầu lòng của mẹ và là con thứ năm của tất cả anh chị em. Cô ấy, từ nhỏ, đã cho thấy mong muốn trở thành một nữ diễn viên. Cô theo học trường dự bị Achimota sau đó cô đến trường cộng đồng Lincoln và sau đó đến trường Faith Montessori. Cô tiếp tục tại trường trung học nữ Mfantsiman sau đó cô đăng ký vào Đại học Ghana, Legon nơi cô làm Cử nhân nghệ thuật, kết hợp tiếng Anh và ngôn ngữ học. Sau đó, cô đã có mặt tại Đại học de Nantes ở Pháp để học Văn minh Báo chí, Kịch và Tiếp thị.

## Sự nghiệp
Cô xuất hiện lần đầu trên màn ảnh trong Sticking to the Promise, bộ phim năm 2002 do nhà sản xuất Nigeria Theo Akatugba sản xuất, ngay sau chương trình Giáo dục Trung học Phổ thông. Cô cũng đóng một vai trò khách mời trong Tentacles hit loạt bởi nhà sản xuất tương tự cho điểm Concepts Blank Media.
Cô hiện là người dẫn chương trình của Dinning with Cooks và Braggarts. Cooks and Braggarts là một chương trình nấu ăn nổi tiếng có các nhân vật nổi tiếng để đúc kết về cách họ nấu các món ăn yêu thích của họ trong khi xem xét các chủ đề khác nhau.

## Đóng phim
- Queen Lateefah
- Mother's love
- Beyonce: The President’s Daughter
- The Return Of Beyonce
- The President’s Daughter
- Desperate To Survive
- The Game
- Agony Of Christ
- Royal Battle
- Queen Of Dreams
- ‘Le Hotelier’ in France
- Pool Party
- Sticking to the promise
- Single Six
- Why Marry
- Best Friends (Three can play)
- Blood is Thick
- Four Play
- Four Play reloaded
- Forbidden City
- Contract (28th dec. 2012) with Hlomlo dandala.[6]
- I Broke my Heart
- Adams Apples film series (2011–2012)
- Crime
- Ghana Must Go (2016)[7]
- Rebecca (2016)[8]